# Gènere musical
Els gèneres musicals són categories que contenen músiques amb un nombre remarcable i suficient de similituds; unes similituds que poden ser de molts tipus però que en tots els casos tenen a veure amb comportaments i pràctiques musicals, ja siguin dels autors i/o dels receptors. Entre les principals hi ha les següents:
- Similituds estilístiques, o referides a l'estil en què està composta aquesta música. En alguns casos aquestes similituds estilístiques es refereixen a la data o període en què va ser composta cada una d'aquestes peces, o al país del qual prové o al qual serveix (referents cronològic o geogràfic). En altres casos, menys, pot respondre a altres elements.
- Similituds estructurals, en l'estructura formal, en la forma musical o patró formal que apliquen aquestes composicions. En la mesura en què hi té relació, també cal fer referència a les similituds en la durada d'aquestes obres.
- Similituds referides als efectius sonors que posen en joc aquestes obres, ja siguin instruments (quins, quants ...) o veus (ídem).
- En el cas que aquesta música tingui text, també són importants les similituds referides a la temàtica del text.
- Similituds referides a les franges de població que es consideren públic seguidor d'aquestes músiques. És interessant de tenir en compte que els gèneres musical generen tantes afeccions com aversions, de manera que, sovint, tan importants són les franges de població que veneren un tipus de música (un gènere) com les franges que el detesten, segurament amb la mateixa vehemència. Amb relació a aquestes, també similituds relatives als llocs i espais on habitualment es vehicula aquesta música.
- Similituds referides a l'ús primigeni d'aquestes músiques, a les funcions per a les quals inicialment han estat pensades, sense perjudici que amb posterioritat aquestes puguin variar.
- Similituds de tipus conceptuals, ja siguin referides a la seva composició o a la seva interpretació, com seria el cas de la fusió d'elements de procedències geogràfiques diverses en el cas de les músiques del món, o de determinats criteris interpretatius en el cas de la música antiga.

No en tots els gèneres aquestes similituds funcionen amb la mateixa força i importància com a elements aglutinadors. Més aviat es donen grans diferències en aquest sentit: uns gèneres estan aglutinats sobretot per les referències a l'estil d'un període; altres, pel tema que toquen les seves lletres; altres perquè els seus públics són coincidents; etc. En tot cas, però, és poc habitual considerar que pertanyen a un mateix gènere diferents músiques que només comparteixen similituds d'una tipologia.

## La importància relativa d'aquestes similituds en diferents gèneres
Observem, per exemple, el cas de l'òpera. És un gènere pels efectius sonors que posa en joc (veus acompanyades) i per les similituds estructurals de moltes obres que responen a aquesta denominació; però només fins a cert punt, atès que les diferències formals i d'efectius instrumentals entre una òpera de Claudio Monteverdi i una de Giuseppe Verdi són enormes; però no prou per a fer trontollar la unitat del gènere. Una certa unitat també ve donada per les històries que s'hi expliquen. I no hi ha dubte que, en aquest cas concret, el públic que se'n declara seguidor, constitueix un element aglutinador de gran importància. D'altra banda, és clar que l'estil –barroc en un cas i romàntic en l'altre- no és en absolut important per al concepte d'òpera com a unitat de gènere.
De totes maneres, també es pot observar que l'òpera i la sarsuela també tenen importants similituds quant a estructures, efectius sonors i temàtiques que tracten –al marge d'evidents diferències com l'ús de text parlat o no- fets que fan encara més evident la importància del fet social, dels qui són seguidors d'una i altra, i dels recintes on s'interpreta, a l'hora de mantenir-les separades com a gèneres diferents.
La sardana, un altre exemple de gènere musical, vindria definit tant per similituds estilístiques referides a l'origen geogràfic i cultural com per elements formals i estructurals, per unes franges de població que la cultiven i la practiquen, i per una funció d'acompanyament necessari a una dansa específica; sense aquests darrers elements, molt probablement, caldria parlar exclusivament de la sardana com a forma musical, i dels seus trets estilístics propis, però no tractar-la com a gènere.
En el cas de les nadales, que també és versemblant de considerar com a gènere, és obvi que l'estil no representa cap factor unificador del gènere i que sí que tenen molta importància, en primer lloc, la similitud temàtica dels textos, en segon lloc els efectius sonors, atès que sempre es tracta de música vocal, ja sigui amb acompanyament o sense, i possiblement en darrer lloc la franja de població que les utilitza.

## Els gèneres i els estils
No sempre és fàcil establir la frontera entre allò que és un estil musical i allò que és un gènere musical. En el terreny de la música moderna probablement hi ha una fragmentació més clara dels seguidors en funció dels estils, que no pas en la música clàssica. En funció d'això, doncs, probablement té més sentit dir que el heavy metal no sols és un estil musical sinó que també és un gènere musical amb els seus propis seguidors, circuits, discogràfiques, merchandising, etc., que no pas dir que la música barroca sigui un gènere musical atès que molts dels seus seguidors i elements de comercialització també ho són d'altres estils cronològics de la música clàssica, de la mateixa manera com molts seguidors de la seva música per a conjunts de corda (concerti grossi, etc.) possiblement no ho siguin de l'oratori o l'òpera contemporanis.

## Els gèneres i els subgèneres
Tampoc és sempre fàcil establir fronteres entre allò que podem considerar un gènere i allò que podria ser un subgènere, entès com una part d'un gènere. Hom pot considerar que la música vocal és un gènere, i que dins d'aquesta hi ha la música religiosa, la música escènica, etc. que al seu torn també poden ser considerats com a gèneres, i que dins d'aquesta darrera podem establir que la sarsuela o l'òpera tenen prou diferències entre ells i prou similituds dins de cada conjunt per a ser considerades, també, al seu torn, com a veritables gèneres. La tendència, en tots els casos no és tant a parlar de gèneres i de subgèneres sinó, més aviat, a parlar, genèricament, de gèneres, sigui quin sigui el "nivell" al qual ens referim.

## Els gèneres en referència a la composició i a la interpretació
La composició i la interpretació, com a fases normalment separades de la producció musical, habitualment poden contenir elements d'una importància variable per a la classificació d'una música –en tant que resultat de la composició i de la interpretació- en un determinat gènere.
És habitual que una composició que pertany a un determinat gènere, quan és sotmesa a uns criteris interpretatius diferents dels que serien propis del seu gènere, o se'n fa un arranjament o una versió, no sols en canviï l'estil o els efectius sonors requerits, o ambdues coses, sinó que passi a vehicular-se a través d'uns circuits diferents, de manera que en variï el gènere.
Com a exemples podríem citar la balada Nothing else matters de Metallica que en la versió de Lucie Silvas esdevé una cançó pop, la cançó de jazz What a wonderful world que en mans de The Ramones entra plenament dins del circuit del punk, o una nadala tradicional com El cant dels ocells que en la versió que en va popularitzar Pau Casals esdevenia música de cambra, o que cantada per Victòria dels Àngels gairebé entrada dins del gènere del lied.

## L'artificiositat, inexactitud i utilitat del concepte de gènere
Fins a cert punt, tots els intents de categoritzar la música impliquen un cert grau d'artificiositat i d'inexactitud. Cap classificació de la música en gèneres no aconsegueix ni establir un determinat nombre de categories que permetin encasellar totes les músiques d'una manera satisfactòria per a tothom, ni fer-ho de manera que les fronteres siguin exactes sense llacunes ni solapaments. Aquests problemes són comuns a qualsevol divisió en gèneres, com passa en el cas de la literatura, les arts plàstiques o el cinema. Els híbrids i els inclassificables sovint superen les etiquetes classificadores.
Els mateixos músics, compositors, en especial, a voltes han pensat que tendeixen a produir música sense preguntar-se a quin gènere correspondrà la seva producció. De totes maneres, sembla més aviat que el compositor pensa en uns canals de difusió i en un públic potencial al qual es dirigirà utilitzant aquests canals i no altres, que són elements essencials del concepte de gènere. En línia de pensament primera, hi ha qui considera que la categorització de la música és pitjor que inútil. John Zorn, per exemple, és el creador d'una obra que engloba un ampli ventall de gèneres. Aquest músic va escriure a Arcana: musicians on music que els gèneres són eines emprades per a "mercantilitzar i comercialitzar la complexa visió personal d'un artista".
La classificació de la música en gèneres és una pràctica usual que fa més fàcil seguir les tendències a través de la història de la música, a més de facilitar al públic la localització d'obres i artistes –tant compositors com intèrprets- dels quals poder gaudir.

## Alguns dels gèneres musicals destacats
Algunes de les grans categories de la música que podem considerar com a gèneres són la música tradicional, les músiques del món o World Music, la música popular també denominada música moderna, i la música clàssica; dins d'aquesta última hi destaquen, amb certes connotacions cronològiques però no només, la música antiga i la música contemporània.
Dins de la música tradicional es poden assenyalar gèneres sobretot basant-se en la funció original d'aquestes cançons: cançons de treball, música de dansa, nadales, cançons religioses en general, dins de les quals hi ha les de devoció a un sant o a la Mare de Déu, i en especial els goigs, etc. Entre les cançons de treball, encara es poden establir grups en funció de les feines per a les quals servien com les cançons de batre, cançons de collita, etc.
Per descomptat, que dins de la música tradicional també es poden fer classificacions de tipus més aviat geogràfic, en referència sobretot a l'origen de cada gènere. Segons aquesta manera d'establir categories apareixen gèneres com el flamenc, la música celta, el country, la sardana, la jota, l'havanera. Alguns d'aquests gèneres destaquen per haver depassat àmpliament el context cultural en el qual van originar-se, i haver esdevingut internacionals. Seria el cas de, p. ex.: tango, el blues, el gospel, el jazz i molts gèneres de la música llatina com la salsa, el hip-hop o rap, la samba, la bossa nova, el mambo, el mariachi, el bolero, el reggae, el ska.
Altres gèneres que podem comptabilitzar dins de la música popular són les bandes sonores de films, les de dibuixos animats, de sèries de televisió, i les de videojocs. En el terreny de la música escènica, un gènere per si mateix, destaca el musical. Dins de la música de ball, destaquen els diferents tipus de música electrònica, com per exemple dance, house, disco, acid jazz, garage, ambient, techno, trance, trip-hop o Drum'n'bass, entre d'altres, tots amb un fort component estilístic.
També el rock i tots els seus subgèneres com el rock and Roll, el grunge, el Heavy Metal –a la vegada amb els seus gèneres derivats-, el hard rock, el rock progressiu, el rock simfònic, el ska punk, l'emo, el nu-metal, el folk rock o el glam rock. També són gèneres importants el dels cantautors, el folk, el pop, la música dels grups a cappella, la música new-age, el rhythm and Blues i el hip-hop i el rap, també amb els seus subgèneres, com el gangsta rap i el latin rap.
En el terreny de la músiques del món, malgrat que la fusió d'elements de procedència diversa és un dels seus trets essencials, hi destaquen gèneres que fan referència a orígens concrets, com per exemple la música celta, el klezmer, la música balcànica, la música mediterrània, o la música africana, malgrat que siguin, aquestes darreres, denominacions molt genèriques i que, sobretot tenen importància per a les indústries musicals.
En el cas de la música clàssica, segurament que la classificació per gèneres més important és entre música vocal i música instrumental. Dintre de la vocal, i atenent al tema del text, és important la classificació entre música profana i música religiosa; dintre d'aquesta hi ha, encara, la música litúrgica. Segons la quantitat de persones que hi canten és música vocal solista (amb acompanyament, habitualment, o música coral, tot i que també pot ser amb cor i solistes. Segons si porta acció escènica incorporada o no parlem de gèneres com la música escènica o la música no escènica. La primera quasi mai no és religiosa; el seu tema sempre és profà, i gairebé mai no és solista. Dins de la música escènica distingim gèneres com l'òpera, l'opereta, la sarsuela, o fins i tot el musical. Dins de la música a solo hi ha gèneres com el Lied o la cançó.
La música religiosa gairebé sempre és amb cor al qual es pot afegir algun tipus d'acompanyament i solistes. Són gèneres de la música religiosa, el motet, la missa, la cantata, l'oratori. A vegades s'entén com a oratori el gènere que engloba tots aquests tipus de música religiosa. Dins de la música profana destaquen el madrigal, el Lied, la cantata, etc.
La música instrumental s'acostuma a classificar en gèneres segons el nombre i la tipologia d'instruments que hi intervenen, des de la música a solo, passant per la música de cambra fins a la música per a banda i la música orquestral. Cada gènere té les seves pròpies subdivisions. Dins de la música per a solista podem establir gèneres en funció de la forma musical de les composicions, segons que siguin sonates, estudis, tocates, etc. però també segons l'instrument. En especial són els instruments polifònics o harmònics els que tenen més literatura com a solistes, entre ells l'orgue, el piano o la guitarra i el llaüt.
Pel que fa a la música de cambra, els gèneres que conté són més aviat en funció, sobretot, del nombre d'instruments que configuren el grup, i en segon lloc segon la seva tipologia. Així, tenim el duo dins del qual destaquen els configurats per un instrument melòdic i un d'harmònic, el trio, i en especial el format per piano, violí i violoncel, o també el trio de corda. El tipus de quartet més important és el quartet de corda, i els quintets amb més literatura i, per tant amb més entitat com a gèneres són el quintet de corda, el quintet de vent, i el quintet de metall. Gèneres que corresponen a grups ja més nombrosos són el sextet, el septet, l'octet, etc. Dins de la música orquestral distingim gèneres com la simfonia, el concert, el poema simfònic, la música per a ballet, la música incidental per a una obra de teatre, etc.

## Altres pàgines d'interès
- Llistat de gèneres i subgèneres musicals.